# Gusen

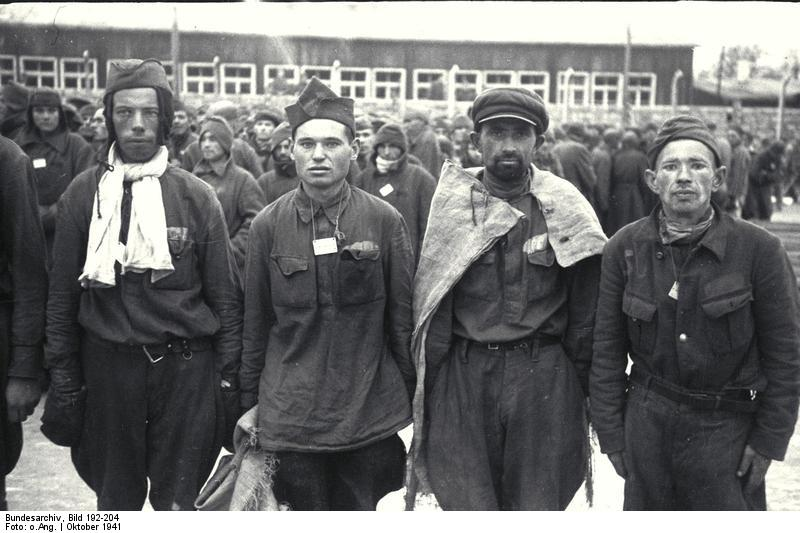
Sovjetiska krigsfångar anländer till Gusen i oktober 1941.

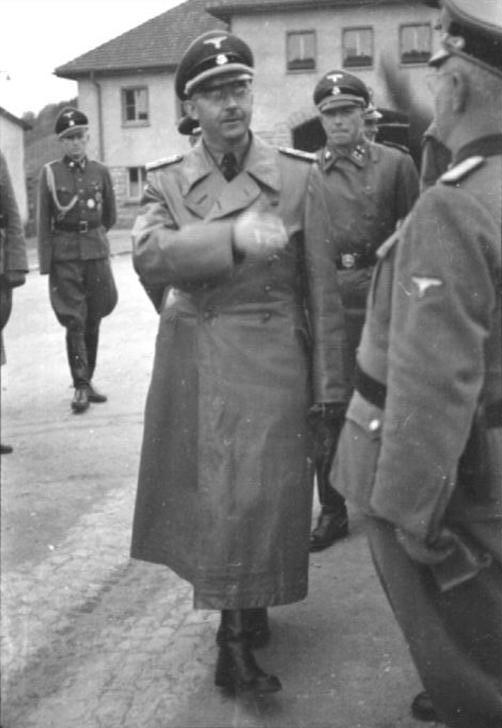
Reichsführer-SS Heinrich Himmler besöker Gusen år 1941.

Gusen var under andra världskriget ett komplex av tre arbets- och koncentrationsläger, beläget i Oberösterreich i Österrike. Gusen, som initialt benämndes "Mauthausen II", bestod vid krigsslutet av:

## Gusen I
Gusen I hade interner som arbetade för DEST (Deutsche Erd- und Steinwerke GmbH) i Gusen.
Kommandanturstab
- Schutzhaftlagerführer I:
  - Karl Chmielewski (1940–1942)
  - Fritz Seidler (1942–1945)
- Schutzhaftlagerführer II:
  - Michael Redwitz (1941–1942)
  - Walter Ernstberger (1942)
  - Johann Beck (1942–1944)

## Gusen II
Gusen II hade interner som arbetade för DEST i Sankt Georgen an der Gusen.

## Gusen III
Gusen III hade interner som arbetade för DEST i Lungitz.